# Theodulpas

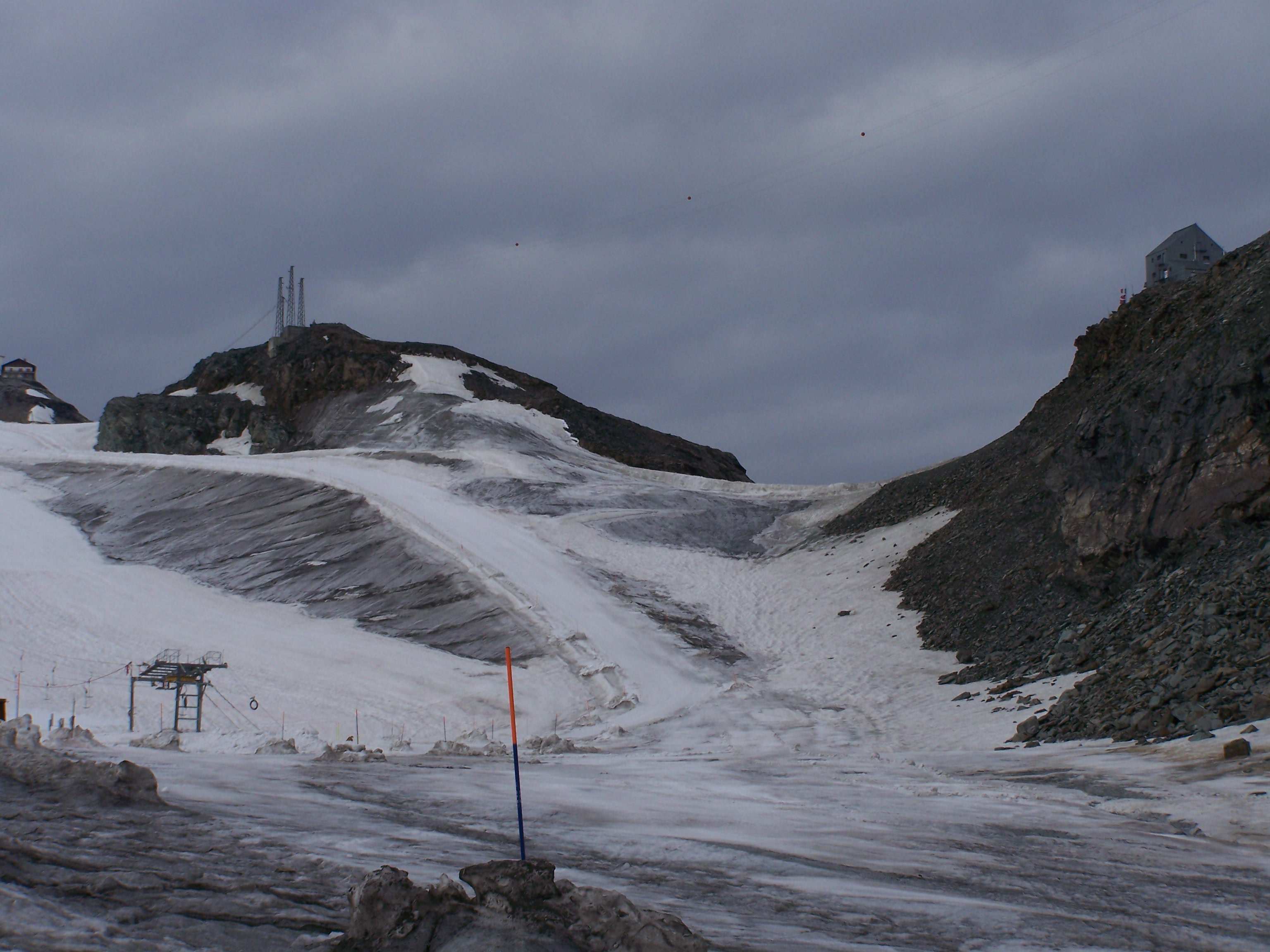
De Theodulpas vanaf de Zwitserse kant

De Theodulpas (Duits: Theodulpass; Frans: Col du Théodule; Italiaans: Colle del Teodulo) is een 3301 meter hoge bergpas in de Walliser Alpen, die de grens vormt tussen Italië en Zwitserland. De pas is alleen te voet (en 's winters op ski's) begaanbaar. Aan de noordoostkant van de pas moet daarbij de Theodulgletscher, een kleine gletsjer worden overgestoken. De pashoogte ligt tussen de Matterhorn (4478 m) en het Monte Rosamassief, waarvan de Breithorn (4164 m) de dichtstbijzijnde top is. De pas verbindt Zermatt in het Mattertal met Breuil-Cervinia in het Valtournenchedal.
Boven de pas en aan de noordelijke kant liggen skipistes die het hele jaar door geopend zijn, 's winters is de oversteek van Zermatt naar Breuil-Cervinia geheel op ski's af te leggen. Vlak boven de pashoogte ligt het Teodulo berghut waar overnacht kan worden. De omgeving is bezaaid met kabelbanen en skiliften.

## Geschiedenis
Ondanks de uitzonderlijk grote hoogte voor een pas in de Alpen, heeft de Theodulpas door de eeuwen heen een belangrijke rol gespeeld in het noord-zuid verkeer over de Alpen. In 1895 werd op de pas een steenbijl uit het Neolithicum (4000 tot 3500 v.Chr.) gevonden, waarvan het materiaal afkomstig was uit Bretagne. Dit laat zien dat ook in die tijd al verkeer over de pas ging, mogelijk ook personen op langere reizen door Europa. Ook werd in de buurt van de pashoogte een Romeinse schat van munten uit de 1e tot 4e eeuw n. Chr. gevonden. De munten zijn tegenwoordig in het Alpinen Museum in Zermatt te bezichtigen.

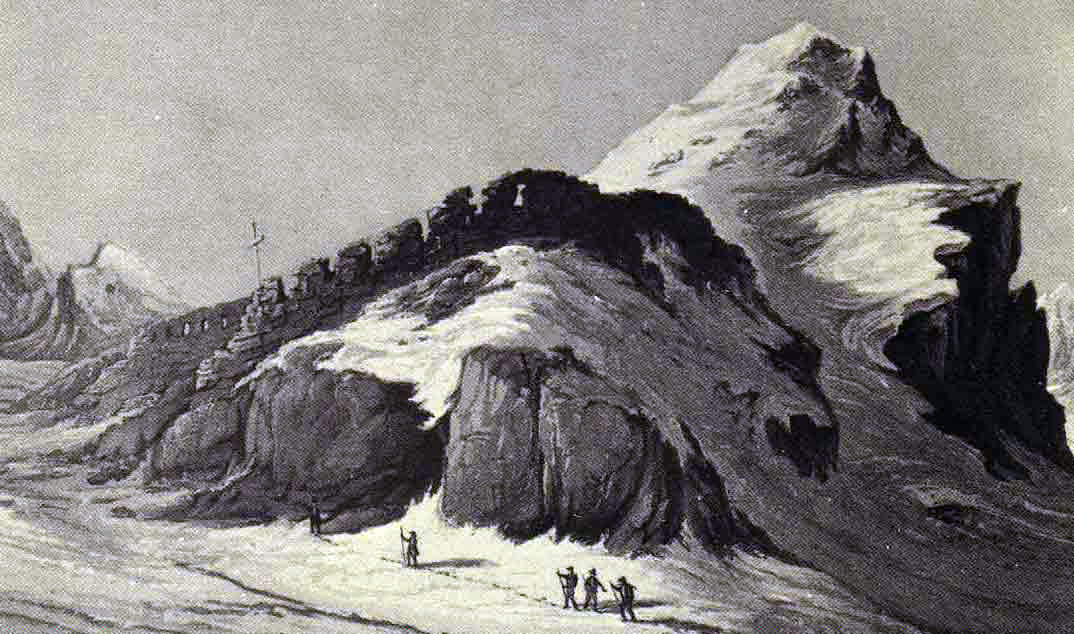
De pashoogte rond 1800

Tot de 14e eeuw, en zeker in de relatief warme periode in de late middeleeuwen, was de noordoostelijke zijde van de pasweg ook ijsvrij. In de eerste helft van de 13e eeuw trokken Walser kolonisten via de Teodulpas en de Monte Moropas naar het Aostadal. Deze Duitstalige kolonisten koloniseerden de dalen aan de zuidzijde van de Walliser Alpen, met name het Val d'Ayas en het Val Gressoney. Tot op heden is in dat laatste dal nog een Duitstalige bevolkingsgroep te vinden. In deze tijd (wellicht al sinds de Romeinse tijd) was de pasweg met stenen bestraat zodat lastdieren en karren over de pas konden trekken. Resten van deze bestrating zijn her en der nog te zien.
De oudste beschrijvingen van de pas komen uit 1543, de pas wordt daarin Mons Sylvius of Augstalberg genoemd (verouderd Duits: Augsttal, het Aostadal). In 1691 werd de Augsttalerpass hernoemd naar de beschermheilige van het Wallis, Sint-Theodul. In 1688 werd op de pas een Savoyaans bastion gebouwd ter verdediging van het Aostadal tegen de (destijds zelfstandige) Wallisers. Het bastion werd later tot een schuilhut omgebouwd en in 1865 werd hier een meteorologisch meetstation ingericht.